# Asianellus sahariensis
Asianellus sahariensis är en spindelart som först beskrevs av Berland, Millot 1941.  Asianellus sahariensis ingår i släktet Asianellus och familjen hoppspindlar. Inga underarter finns listade.